# Sedum sieboldii
Sedum sieboldii és una espècie de planta amb flor que pertany a la família de les Crassulàcies. És una espècie de planta nativa del Japó.

## Descripció
Aquesta planta suculenta té unes boniques fulles en forma d'espirals en conjunt de tres que envolten les primes tiges, que poden assolir més de 30 cm de longitud quan arriba a la maduresa. Al principi les fulles són de tonalitat verd grisenc o blavós, però pot passar que amb el temps ens sorprengui amb un canvi de matisos depenent de si la ubicació és molt assolellada o tot el contrari. L'extraordinari fullatge posseeix en les vores uns petits cims i estan vorejats d'una fina línia de color vermellós.
En climes benignes, aquesta espècie prosperarà perfectament a l'exterior, encara que perdrà les fulles i fins i tot les tiges a la tardor. Tanmateix no cal preocupar-se, ja que tornarà a formar nous brots a la primavera.
Desenvolupa densos pomells de flors rosades en forma d'estrella a les puntes de les tiges que floreixen entre finals de l'estiu i principis de la tardor.
Sedum sieboldii agraeix les situacions de ple sol, però no és problema si s'ubica en una zona semiassolellada.

## Varietats
Hi ha una varietat jaspiada molt atractiva, el Sedum sieboldii 'variegata', de fulles grisenques amb una llampant taca color crema al centre i tiges rosats. L'únic que la diferencia de l'espècie tipus és la tonalitat del fullatge. Pel que fa a totes les altres coses, com el cultiu, és anàleg.